# Jakobskirche (Urphar)

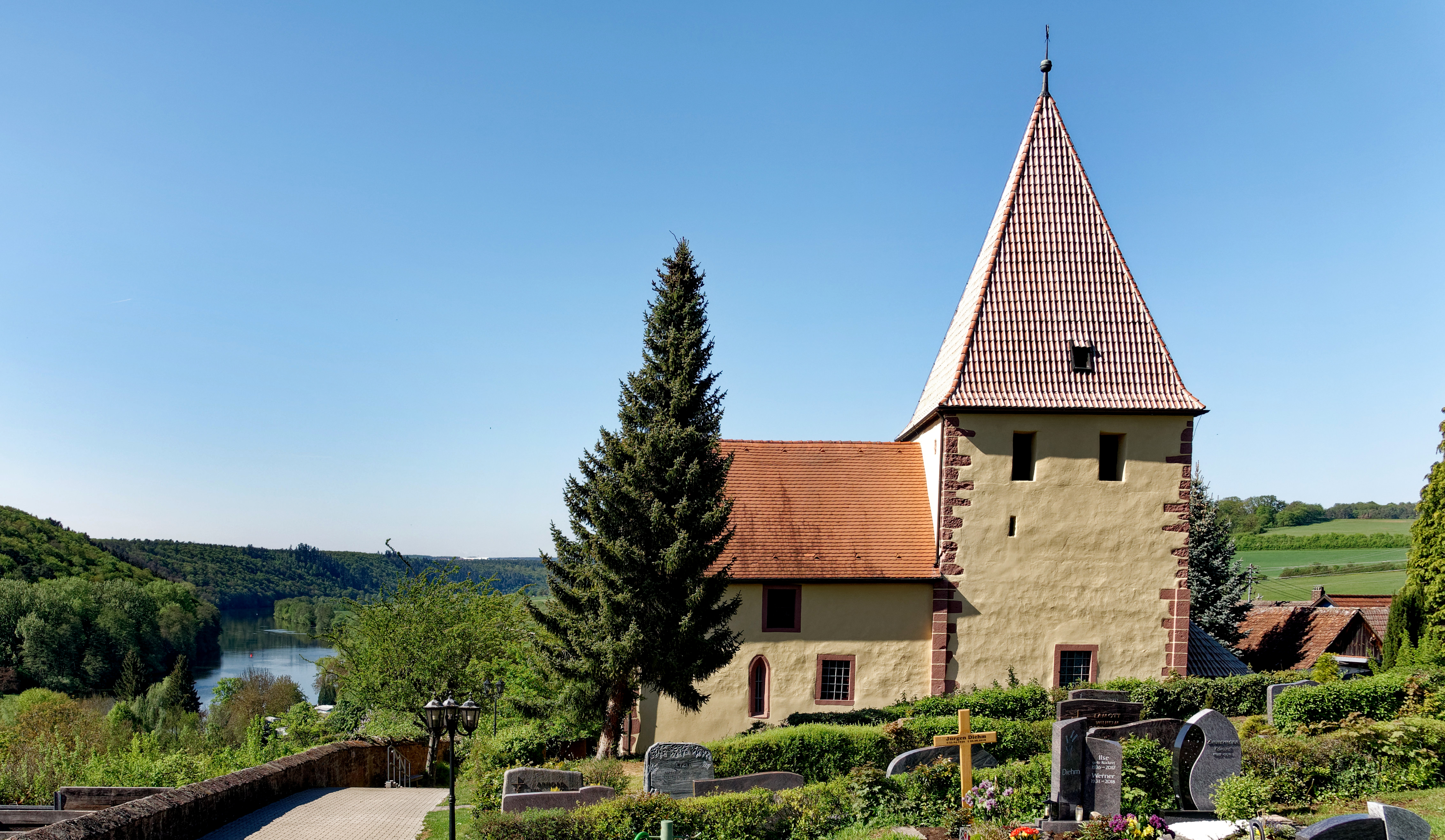
Die Jakobskirche in Urphar

Die evangelische Jakobskirche in Urphar, einem Stadtteil von Wertheim im Main-Tauber-Kreis in Baden-Württemberg, ist eine romanische Chorturmkirche. Die Fresken eines in der Jakobskirche und in zwei anderen Kirchen tätigen unbekannten Malers gaben diesem den Notnamen Meister von Urphar. Die Kirche ist Teil der Kirchengemeinde Bettingen-Urphar-Lindelbach, die dem evangelischen Kirchenbezirk Wertheim zugeordnet ist.

## Lage
Die Jakobskirche befindet sich südlich oberhalb der historischen Ortsmitte von Urphar, sie ist von einem ummauerten Friedhof umgeben.

## Geschichte

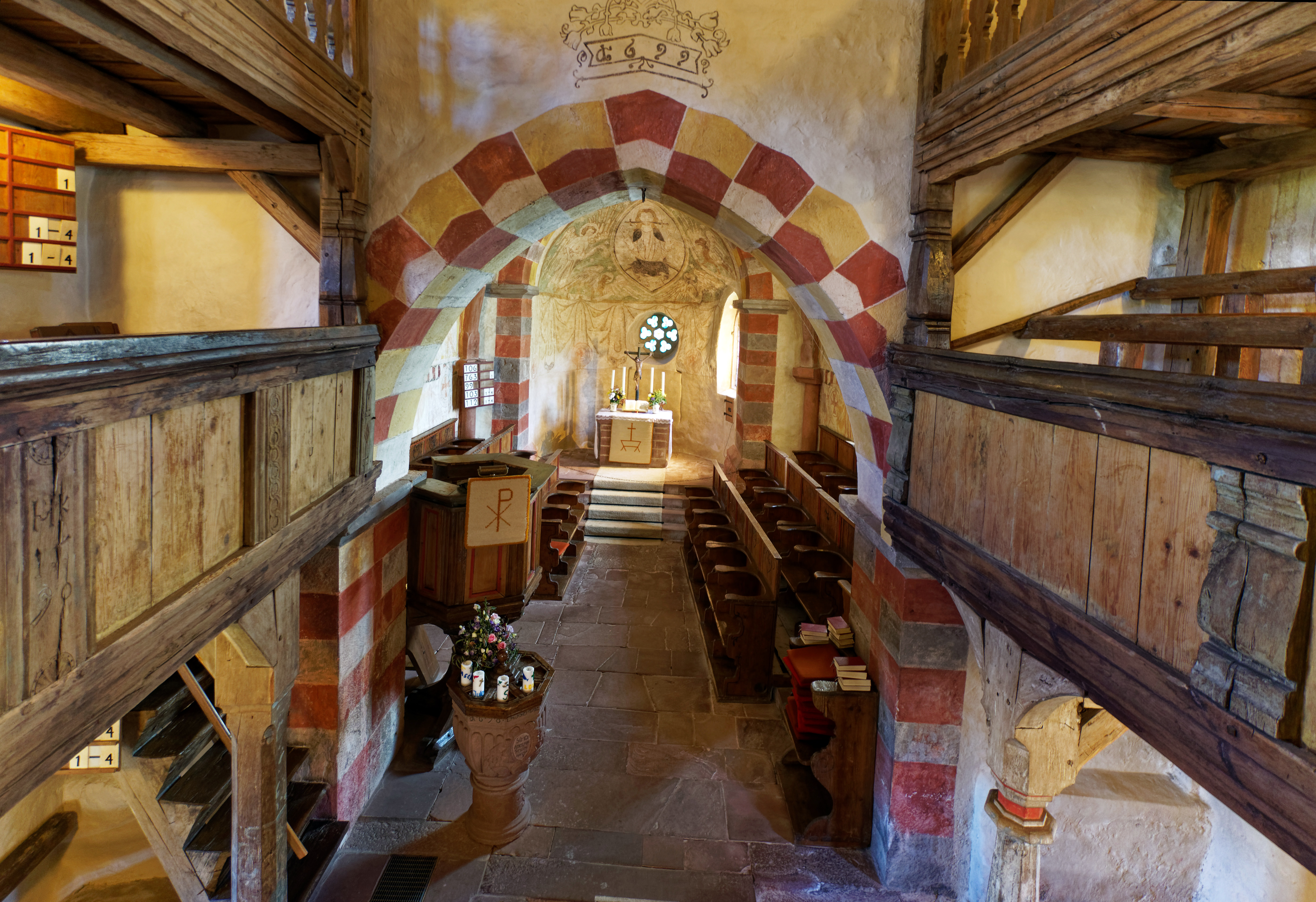
Im Innern der Kirche

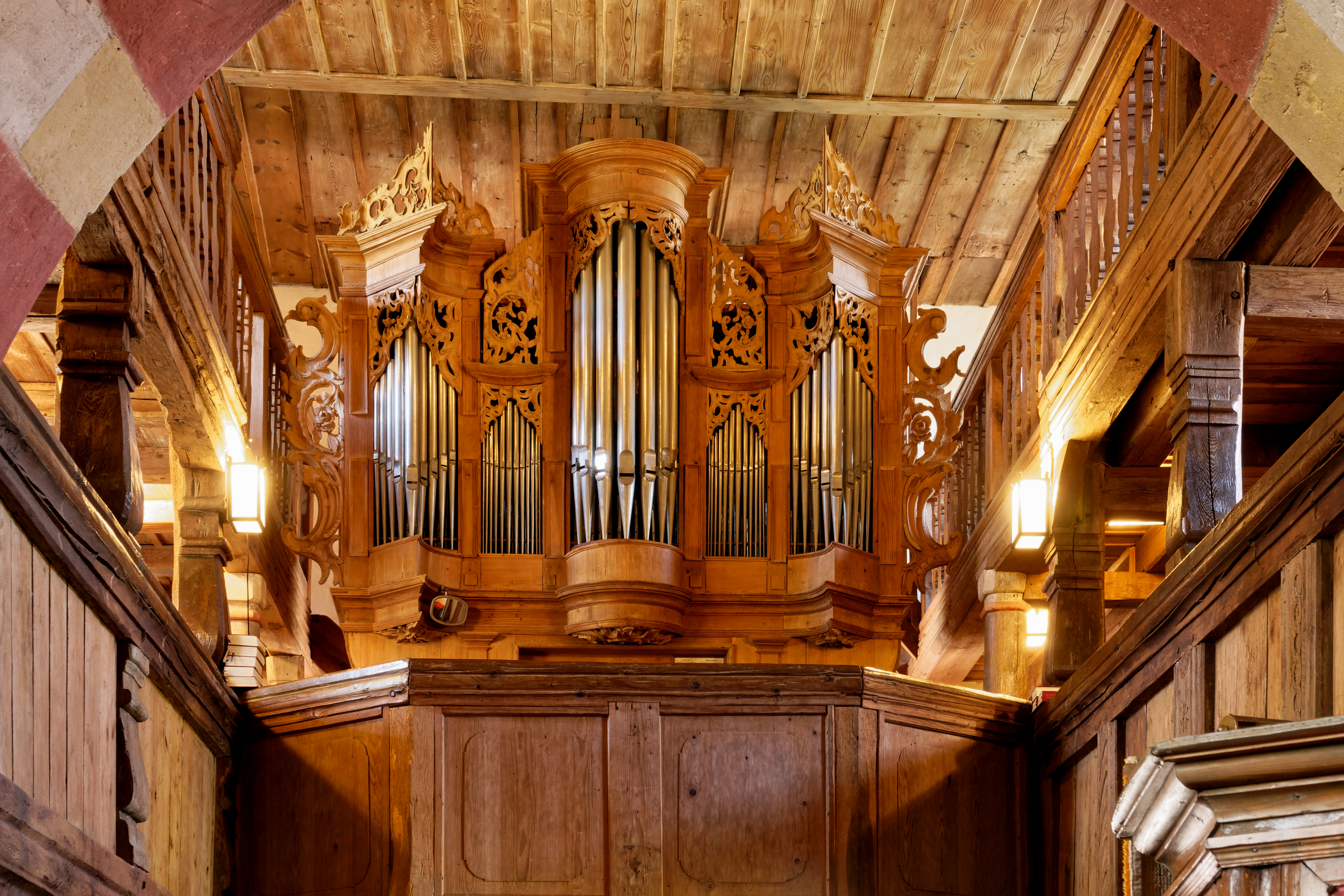
Orgel von 1780

Ein erster steinerner Wehrturm in Urphar bestand wohl bereits im 8. Jahrhundert, als der Ort erstmals erwähnt wurde. Ende des 10. Jahrhunderts wurde der Wehrturm auf den alten Fundamenten erneuert. An der Ostseite erhielt er eine Apsis. Das Langhaus wurde 1296/97 angebaut. Um 1340 wurde in den Chorturm ein Kreuzbogengewölbe eingezogen. Im späten 15. Jahrhundert erfolgte der Anbau einer Beichtkapelle (heutige Sakristei) mit sechsteiligem Kreuzgewölbe an die Nordwand des Chores, womit die Kirche im Wesentlichen ihre heutige Gestalt erreicht hatte. Dabei handelte es sich ursprünglich um eine katholische Kirche. Beim Bau der Beichtkapelle wurden wohl auch ältere Bauteile wiederverwendet, da eines ihrer Fenster noch romanischen Ursprungs ist. Die Beichtkapelle weist einen mächtigen Sandsteinaltar mit Reliquienschrein auf.
Der die Kirche umgebende Friedhof war einst kleiner und von einer rund zwei Meter hohen, zinnenbekrönten und mit Schießscharten versehenen Mauer umgeben. Die Mauer ging bei der Erweiterung des Friedhofes in jüngerer Zeit verloren. Auch der Turm der Kirche dürfte einst wehrhafter gewesen sein, möglicherweise hatte er einen Wehrgang oder mehrere Schießscharten, von denen heute nur noch eine vorhanden ist. An der Westwand des Langhauses befindet sich eine weitere Schießscharte.
1949 bis 1953 wurde die Kirche restauriert, wobei zahlreiche alte Fresken freigelegt wurden. Die Restaurierungsarbeiten führten der Kirchenmaler Valentin Peter Feuerstein und der Kunstmaler Sudeck durch. In der Wölbung der Apsis ist Christus in einer Mandorla umgeben von Evangelistensymbolen dargestellt. Die Seitenwände des Chores enthalten Fresken mit Darstellungen der Apostel unter gemalten gotischen Spitzbögen. Die Malereien im Chor stammen aus der Zeit nach der Einwölbung des Chors um 1340. Auch im Langhaus befinden sich verschiedene Fresken, darunter an der Westwand eine große Darstellung des Erzengels Michael und eine von Jakobus dem Älteren sowie ein Fries mit Szenen aus dem Leben Christi. In der Sakristei sind alte Wandmalereien mit einem nicht eindeutig zu identifizierenden Bischof sowie mit dem hl. Johannes. In der Sakristei und in Teilen des Langhauses befinden sich außerdem Überreste von floraler Dekorationsmalerei, die 1699 datiert ist.
Die um 1297 entstandenen Fresken im Langhaus gaben dem Meister von Urphar seinen Notnamen, dessen Stil sich auch in Fresken in der Pfarrkirche in Oberschüpf und in der heutigen Friedhofskapelle St. Laurentius in Freudenberg wiederfindet.
Im Langhaus sind an der Süd- und Nordwand Emporen eingezogen. Vor dem Chor befand sich einst noch die Lindelbacher Empore, die den Bewohnern Lindelbachs vorbehalten war und bei der Renovierung um 1950 entfernt wurde. Die Orgel auf einer der Emporen wurde 1780 von Johann Conrad Wehr aus Marktheidenfeld erbaut und 1952 von Steinmeyer & Co. aus Oettingen restauriert. Sie besitzt 9 Register auf einem Manual und Pedal. Die Trakturen sind mechanisch.
Unter dem Altar wurde bei der Renovierung um 1950 ein Grab entdeckt, das mit einer alten Altarplatte abgedeckt war. Mangels Grabbeigaben ließ sich nichts zur Identität des dort Beigesetzten sagen. Im Boden der Kirche sind weitere Grabplatten auszumachen. Bei einem der ungeöffnet gebliebenen Gräber handelt es sich wegen eines auf der Grabplatte sichtbaren Kelches wohl um die Bestattung eines Priesters.